# Grace Ogot
Grace Emily Ogot, născută Grace Emily Akinyi (n. 15 mai 1930, Kisumu, Kenya – d. 18 martie 2015, Nairobi, Nairobi County⁠(d), Kenya), a fost scriitoare, autor, jurnalistă, politiciană și diplomat kenyană, una din primele femei ambasadoare de pe continentul african.
Împreună cu Charity Waciuma, Ogot a fost prima femeie anglofonă, care a fost vreodată publicată. Ogot a fost, de asemenea, una din primele femei, membre ale Parlamentului țării, fiind aleasă și ca ministru adjunct. 